# Geabstraheerde kerk
Geabstraheerde kerk is een tekening van de Nederlandse kunstenaar en De Stijl-voorman Theo van Doesburg in het Centraal Museum in Utrecht.

## Voorstelling

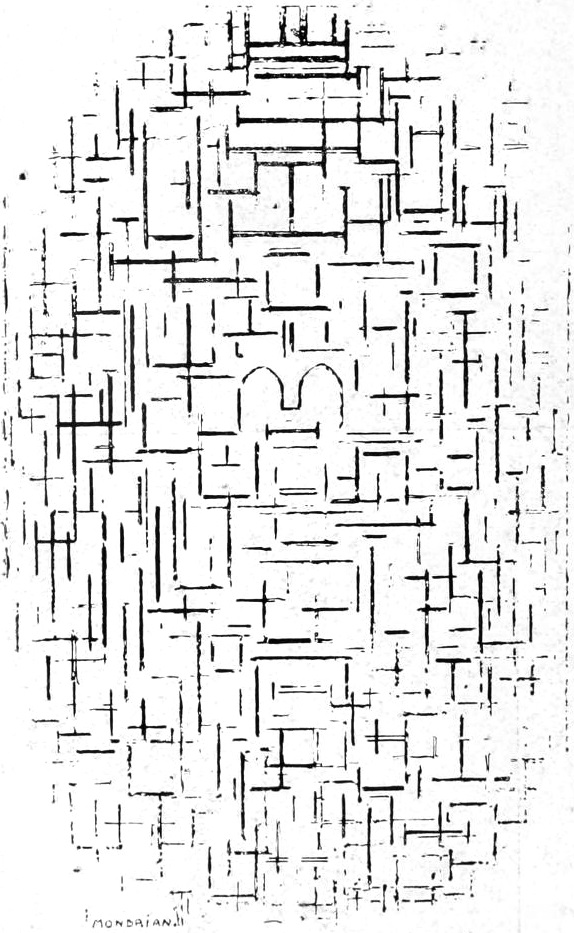
Piet Mondriaan. Tekening. 1914. Huidige verblijfplaats onbekend.

Het stelt een geabstraheerde kerkgebouw voor. Van Doesburg maakte deze schets op de achterzijde van een tekening met een figuur met paraplu, die hij vermoedelijk in 1914 maakte. De schets Geabstraheerde kerk is verwant aan enkele tekeningen die Piet Mondriaan maakte van de kerk van Domburg. In oktober 1915 stuurde Mondriaan Van Doesburg een brief met een foto van een van deze tekeningen.

## Toeschrijving en datering
De schets is rechtsonder gesigneerd en gedateerd ‘1914 / Doesburg’. Vanwege de foto die Mondriaan in 1915 stuurde en Van Doesburgs stilistische ontwikkeling is deze datering echter onwaarschijnlijk. Van Doesburg antedateerde zijn werk wel vaker, vermoedelijk om indruk te maken op mede-avant-gardisten.

## Herkomst
Na Van Doesburgs dood in 1931 kwam het werk in bezit van zijn vrouw Nelly van Doesburg, die het in 1975 aan haar nicht Wies van Moorsel naliet. Van Moorsel schonk het in 1981 aan de Dienst Verspreide Rijkscollecties (nu Rijksdienst voor het Cultureel Erfgoed), die het in 1999 in blijvend bruikleen gaf aan het Centraal Museum.